# Steatoda meridionalis
Steatoda meridionalis är en spindelart som först beskrevs av Kulczynski 1894.  Steatoda meridionalis ingår i släktet vaxspindlar, och familjen klotspindlar. Inga underarter finns listade i Catalogue of Life.